# Лифт горе, лифт доле
Лифт горе, лифт доле је југословенски кратки филм из 1967. године. Режирао га је Душко Наумовски а сценарио је написао Ташко Георгиевски.

## Улоге
| Глумац         | Улога |
| -------------- | ----- |
| Дарко Дамевски |       |
| Лиле Георгиева |       |